# 臭氧化反应
臭氧化反应，有机合成中重要的反应之一。是实现烯烃官能团向醛酮官能团转化的手段之一。

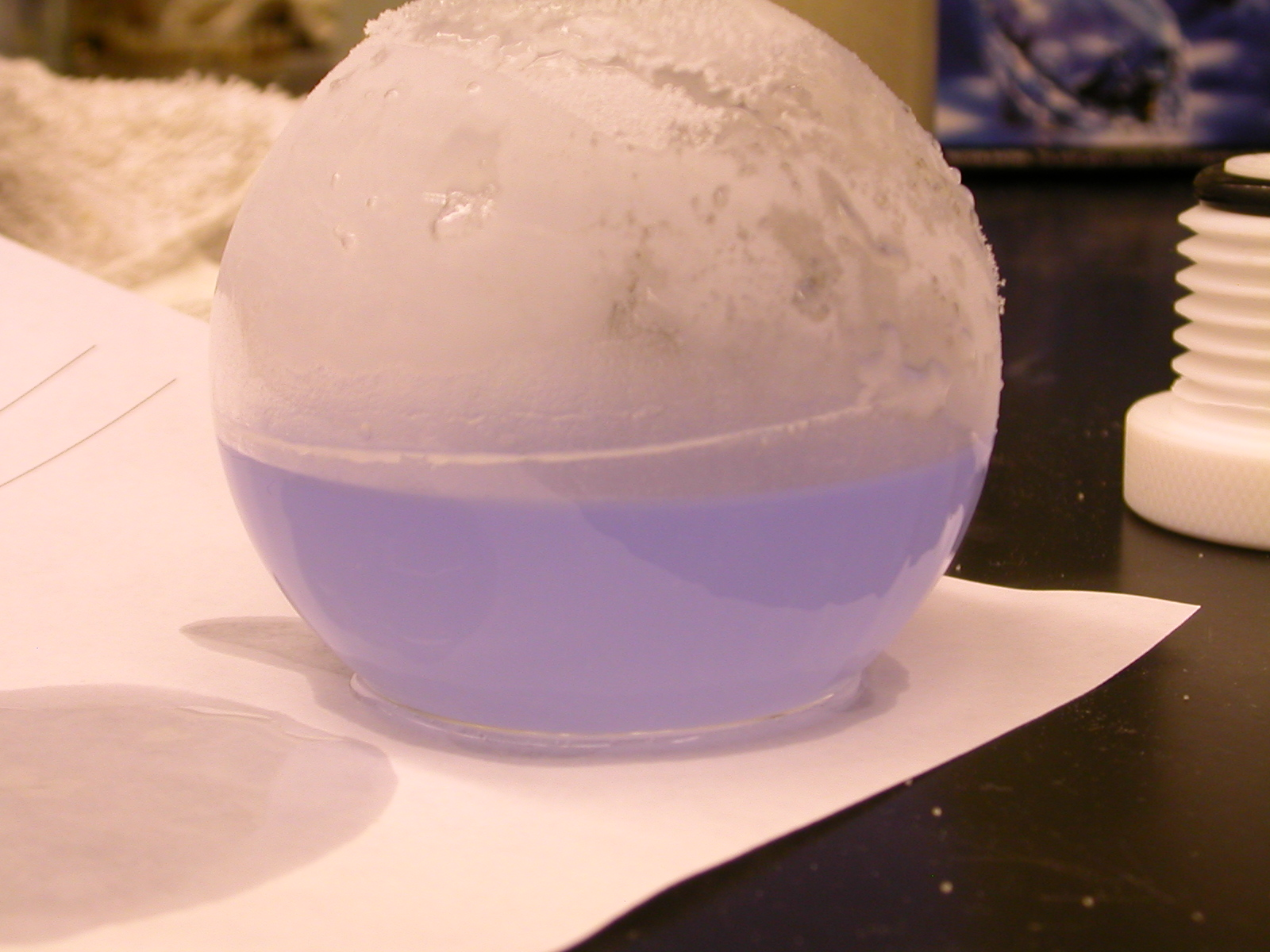
溶解了臭氧的二氯甲烷，呈淡蓝色。

## 历史
烯烃的臭氧化反应最早于1840年由Christian Friedrich Schönbein发现。在有机化学发展的早期被广泛用来作为推测有机物未知结构的重要降解手段。

## 反应机理
广泛被接受的反应机理称为Criegee机理，为德国人Rudolf Criegee于1953年提出。
反应机理如下：

臭氧与烯烃先是发生1,3-偶极环加成反应生成初级臭氧化物1,2,3-三氧五环（1），1非常不稳定，重排生成相对比较稳定的次级臭氧化物1,2,4-三氧五环（2）。

反应结束后，用还原剂（常用的如二甲硫醚、三苯基膦等）处理，次级臭氧化物2即分解生成两分子的醛（或酮）

## 用途
在现代有机合成中用来方便地将碳碳双键转变为羰基，用烯烃作原料来合成醛酮官能团。

比如:

历史上，臭氧化反应常常被用来确定一个化合物中碳碳双键在分子中的位置。

## 反常臭氧化反应
烯丙醇类结构的底物会发生反常臭氧化反应，中间体采用反常的方式分裂，得不到预期产物。

见下图所示, 正常的途径为ii, 反常为i. 注意C-C键断裂的部位不同.

反常臭氧化反应有时也被用到合成天然产物中。比如诱杀烯醇（grandisol）的一种合成方法中就利用了反常臭氧化反应。

## 危害
臭氧化反应是造成橡胶制品老化的主要原因之一。橡胶制品中含有碳碳双键，而空气中经常会存在微量的臭氧，比如雷雨过后，复印机旁，某些有机物的缓慢氧化等等，这些臭氧会与橡胶反应使碳链断裂，导致橡胶失去弹性，发生龟裂。